# Старость в радость
Ста́рость в ра́дость — российский негосударственный благотворительный фонд, занимающийся помощью инвалидам и пожилым людям в трудной жизненной ситуации, живущим как в своем доме, так и в домах престарелых и психоневрологических интернатах.
Фонд «Старость в радость» — профессиональная, филантропическая организация, созданная в 2011 году на основе волонтерского движения, организованного в 2007 году Елизаветой Олескиной. Фонд ставит перед собой задачу всесторонне помогать пожилым людям и людям с инвалидностью, оказавшимся в трудной жизненной ситуации, предоставляет психологическую, информационно-консультационную, финансовую, медико-социальную и бытовую помощь, оплачивает труд и обучение профессиональных помощников по уходу и организаторов культурного досуга в учреждениях соцзащиты, открывает патронажные службы для надомной помощи. Волонтеры фонда посещают дома-интернаты и ПНИ по всей России, организовывают помощь людям, живущим дома.
Как группа волонтёров существует с 2006 года, в качестве фонда — с 2011-го. Деятельность направлена на более 60 регионов России, фонд покупает продукты и медикаменты, оказывает необходимый уход, обеспечивает досуг и т.д.. Стратегическая цель, которую озвучивает фонд: «Выстроить в стране систему помощи, которая будет доступна каждому пожилому человеку, оказавшемуся в трудной жизненной ситуации».

## История
Весной 2006 года в селе Ямм Гдовского района Псковской области побывала студенческая экспедиция филологического факультета Московского государственного университета. В числе прочего они посетили местный дом престарелых. В составе группы была студентка Елизавета Олескина — будущая создательница и директор фонда. Обстановка дома престарелых произвела на неё тяжёлое впечатление. В 2007 году она собрала группу волонтёров, с которой отправилась в один из подмосковных учреждений для пожилых на празднование Дня Победы.
Со временем волонтёры начали выезжать в другие дома и помогать их жителям. В 2009 году им удалось привлечь внимание общества и властей Псковской области к крайне плохим условиям проживания в том доме престарелых в Ямме. Учреждение вскоре закрыли, а обитателей расселили по другим домам. Волонтёрская команда росла, территория деятельности постепенно увеличивались, в декабре 2010 года группу наградили грамотой Уполномоченного по правам человека. В 2011 году команда волонтёров образовала благотворительный фонд «Старость в радость».

## Деятельность

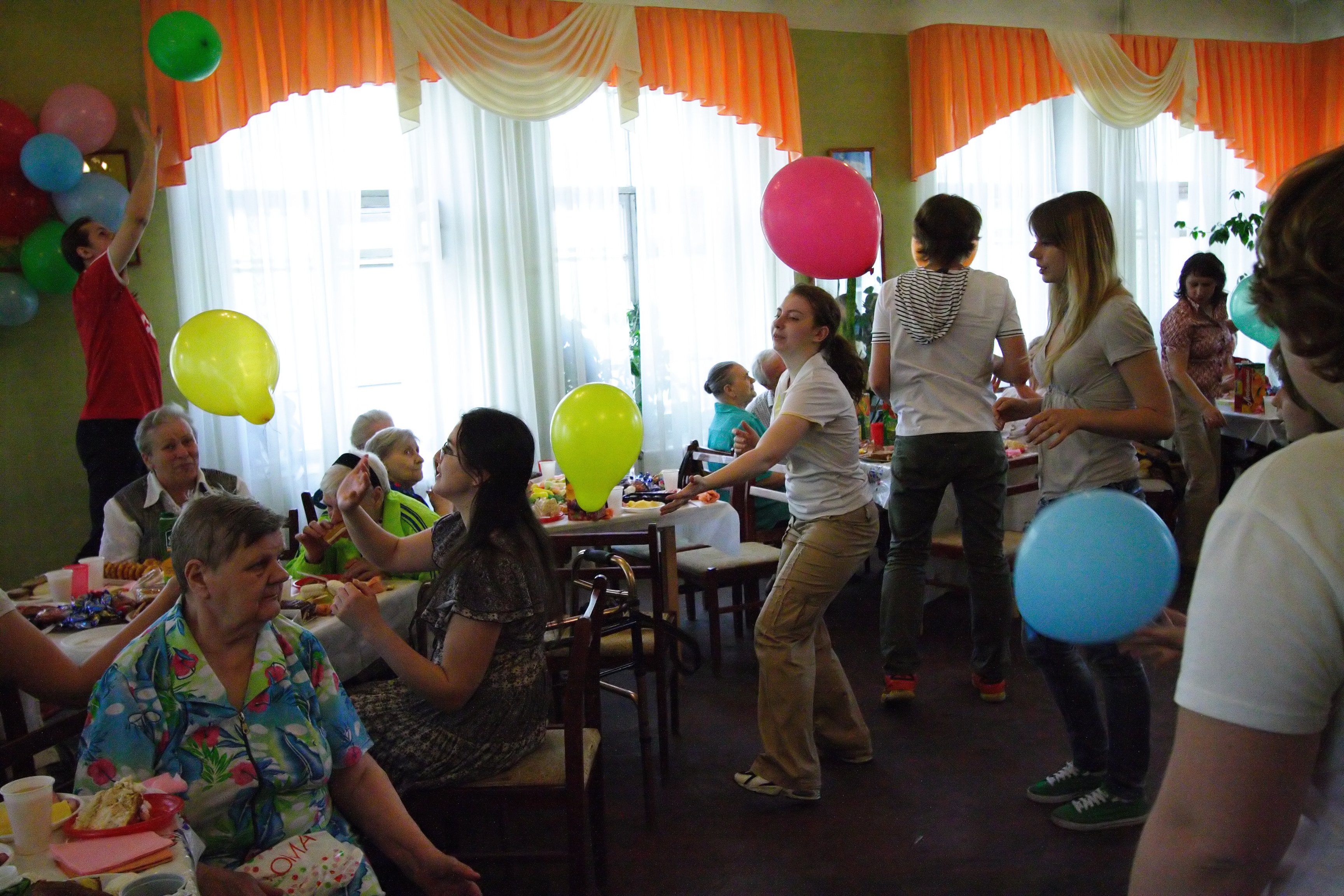
Волонтёры поздравляют жителей Раменского дома престарелых с Днём Победы, 2010 год

Руководит фондом его основательница Елизавета Олескина. В штате числится 36 постоянных сотрудников. По статистике организации, волонтёрскую помощь хотя бы один раз оказывало более 20 тысяч человек. С 2015 года фонд занимается помощью пожилым людям на дому. На 2019 год у фонда «Старость в радость» семь основных видов деятельности.
- Волонтёры, участвующие в программе «Общение», каждые выходные посещают подопечные фонду дома престарелых и привозят подарки, устраивают чаепития с разговорами и настольными играми[14].
- Похожая программа «Досуг» создана, чтобы развлекать пожилых при помощи профессиональных организаторов мероприятий, фонд привозит в дома престарелых материалы и инструменты для творчества, представители сопровождают подопечных в поездках[15].
- Нанятые фондом социальные работники ухаживают за лежачими подопечными в домах престарелых в рамках программы «Ежедневный уход»[16].
- Программа «Уютный дом» запущена, чтобы собрать пожертвования на ремонт, закупку мебели и бытовой техники для домов престарелых[17].
- Фонд в рамках программы «Будьте здоровы» закупает подопечным медикаменты и оборудование, помогает провести обследования и лечиться[18].
- Любой желающий может поучаствовать в программе «Внуки по переписке», отправив хотя бы одно письмо подопечным фонда[19][20].
- В рамках программы «Книга памяти» сотрудники составляют сборник воспоминаний подопечных об их жизни[21][1][22].

Фонд старается привлекать внимание к проблеме некачественного ухода за одинокими пожилыми людьми в России. В июне 2017 года Елизавета Олескина на встрече представителей некоммерческих организаций с президентом Владимиром Путиным в Петрозаводске говорила о необходимости создания системы долговременного ухода за пожилыми людьми. 14 декабря 2017 года Правительство России утвердил создание такой системы, а фонд участвует в разработке в качестве идеолога и методолога. В 2018-м пилотный проект системы запустили в шести регионах России — Волгоградской, Новгородской, Костромской, Псковской, Тульской и Рязанской областях. Государство озвучивало планы увеличить в 2019 году количество регионов до 12, на следующий год — до 18, а в 2022 году внедрить систему по всей России.
В 2014 и 2018 годах фонд «Старость в радость» выигрывал президентские гранты. В 2018-м получил награду от Правительства Москвы, которую вручают социально ориентированным проектам во Всемирный день НКО.
В июне 2018 года фонд провёл «Летнюю школу тренеров» — курсы подготовки специалистов по уходу за пожилыми людьми. Фонд регулярно устраивает благотворительные акции, например, ежегодный сбор подарков для жителей домов престарелых к Новому году. В 2018 году помогала фармацевтическая компания «Takeda Pharmaceutical», которая провела акцию «Дари душевное тепло» и собрала средства для подопечных фонда. Фонд «Старость в радость» участвует в благотворительных ярмарках и фестивалях («Душевный Bazar», «Щедрый вторник в Благосфере»), а собранные средства, продукты и подарки передаются в дома престарелых.

## Попечительский совет
В 2014 году был образован попечительский совет фонда, на начало 2019 года состав следующий:
- Борис Красновский, юрист
- Елена Береговая, директор благотворительного фонда «Образ жизни»
- Павел Просянкин, банкир и один из первых волонтёров
- Елена Колесник, старший вице-президент Банка ВТБ
- Ольга Дондэ, управляющий партнёр «Agilium Worldwide Executive Search Group»
- Алексей Сиднев, управляющий группой компаний «Senior Group»
- Елизавета Арзамасова, актриса
- Родион Газманов, эстрадный певец
- Ольга Ткачёва, директор Российского геронтологического научно-клинического центра
- Вера Абель, основательница журнала «Veter magazine»
- Светлана Грохотова, член правления International Women Forum Russia
- Анна Сафонова